# Ayano
Ayano (jap. あやの, アヤノ) – żeńskie imię japońskie.

## Możliwa pisownia
Ayano można zapisać używając wielu różnych znaków kanji i może znaczyć m.in.:
- 彩乃, „mój kolor”[1][2]
- 綾乃
- 絢野
- 亜弥乃

## Znane osoby
- Ayano Ahane (綾乃) – japońska piosenkarka i twórczyni tekstów
- Ayano Kudō (綾乃) – japońska aktorka i modelka
- Ayano Nakaōji (絢野) – japońska siatkarka
- Ayano Niina (彩乃) – japońska seiyū
- Ayano Ōmoto (彩乃) – japońska piosenkarka i tancerka
- Ayano Shibuki (綾乃) – japońska siatkarka
- Ayano Suzuki – japońska zapaśniczka w stylu wolnym
- Ayano Tsuji (亜弥乃) – japońska piosenkarka i twórczyni tekstów
- Ayano Yamane (綾乃) – japońska mangaka

## Fikcyjne postacie
- Ayano Aishi – główna bohaterka gry komputerowej Yandere Simulator
- Ayano Kannagi (綾乃) – główna bohaterka light novel, mangi i anime Kaze no stigma